# Хухрянская волость (Ахтырский уезд)
Хухрянская во́лость — историческая административно-территориальная единица Ахтырского уезда Харьковской губернии с волостным правлением в слободе Хухре.
По состоянию на 1885 год состояла из 15 поселений, 5 сельских общин. Население — 5495 человек (2836 человек мужского пола и 2659 — женского), 1054 дворовых хозяйства.
|                       | Площадь | В том числе пахотной |
| --------------------- | ------- | -------------------- |
| Сельских общин        | 8109    | 5979                 |
| Частной собственности | 8460    | 3471                 |
| Другой собственности  | 433     | 142                  |
| В целом               | 17002   | 9592                 |

Основные поселения волости:
- Хухря — бывшая государственная слобода при реке Хухре в 12 верстах от уездного города Ахтырки. В слободе волостное правление, 570 дворов, 2447 жителей, 2 православных церкви, школа, аптека, почтовая станция, базар (по воскресеньям), 3 ярмарки.
- Журавное — бывшее владельческое село при реке Ворскле. В селе 221 двор, 1185 жителей, православная церковь, 2 лавки.
- Лутище — бывшее владельческое село при реке Ворскле. В селе 88 дворов, 641 житель, православная церковь, паровая мельница, винокуренный завод.

### Храмы волости[2]
- Николаевская церковь в слободе Хухре (построена в 1812 году[3])
- Покровская церковь в слободе Хухре (построена в 1804 году[3])
- Архангело-Михайловская церковь в селе Журавном (построена в 1820 году[3])
- Трёхсвятительская церковь в селе Лутище (построена в 1774 году[3])